# Ernst Brugger
Ernst Brugger (Bellinzona, 10 marzo 1914 – Gossau, 20 giugno 1998) è stato un politico e insegnante svizzero del Partito Liberale Radicale, consigliere federale dal 1970 al 1978 e Presidente della Confederazione nel 1974.

## Biografia
Figlio di Alois, macchinista delle FFS e piccolo contadino e di Ida Müller, di Flüelen, dopo gli studi primari a Mönchaltorf divenne maestro elementare frequentando la scuola magistrale di Küsnacht. Viaggiò in Francia e in Inghilterra approfondendo le conoscenze linguistiche e conseguendo il brevetto di pilota. In seguito ottenne l'abilitazione all'insegnamento nelle scuole secondarie e nel 1936 trovò lavoro nelle scuole di Gossau di cui fu sindaco nelle file del partito radicale per nove anni. 
Nel 1947 fu eletto Gran Consigliere del canton Zurigo e nel 1967 fu eletto nel Consiglio di Stato dello stesso cantone, dove da prima diresse il Dipartimento dell'interno e poi quello dell'economia. Nella milizia dell'esercito svizzero, raggiunse il grado di maggiore. Il 10 dicembre del 1969, pur non essendo parlamentare federale, venne eletto al primo turno Consigliere federale, dove assunse la conduzione del dipartimento dell'economia.